# Gina Torres

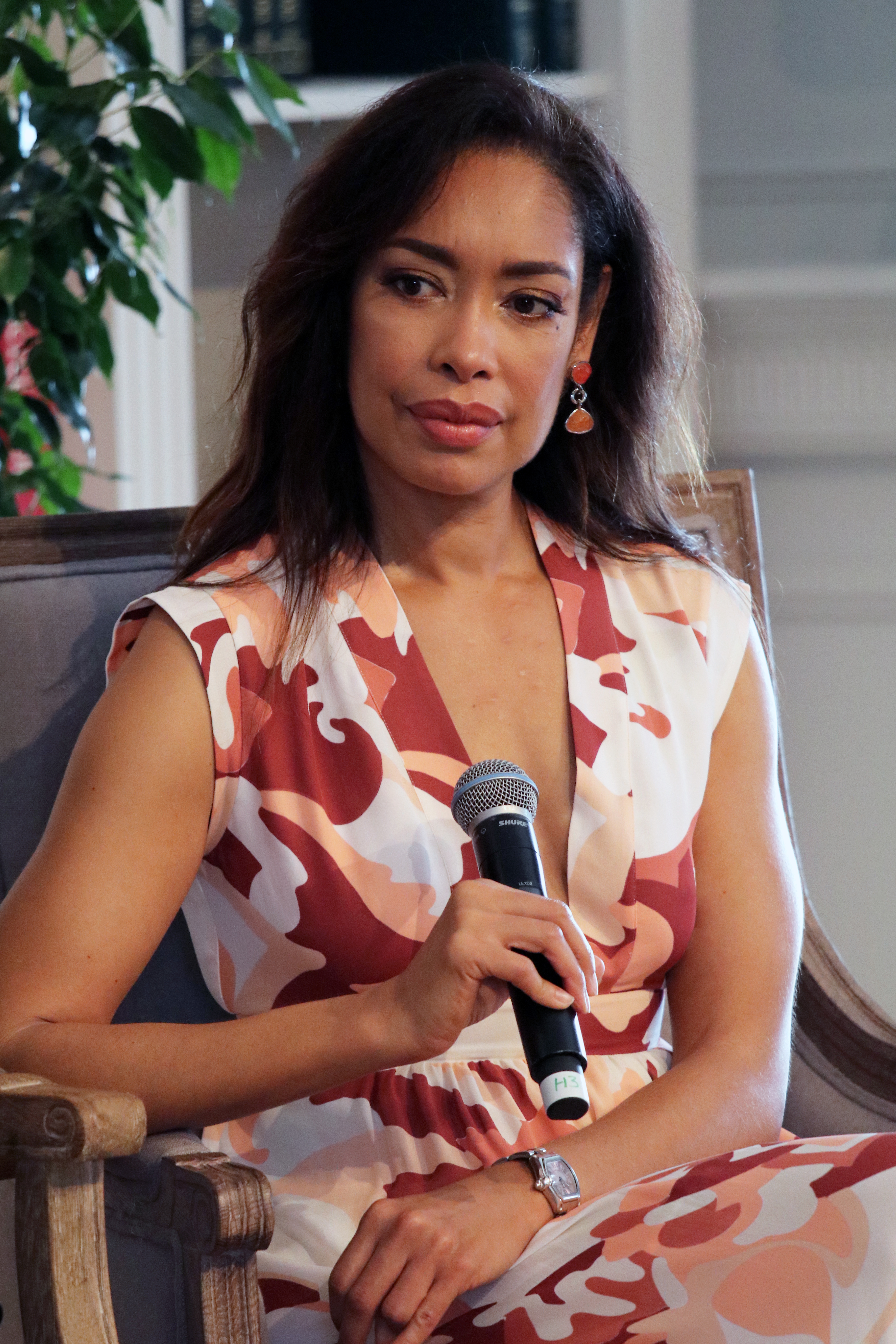
Gina Torres (2018)

Gina Torres (ur. 25 kwietnia 1969 w Nowym Jorku) – amerykańska aktorka filmowa.

## Filmografia
- 1996: Sedno sporu (Substance of Fire) jako Maitre
- 1996: Usłane różami (Bed of Roses) jako Francine
- 1996: Mroczny anioł (Dark Angel) jako LaMayne
- 1997: Przestępczy świat (Underworld)
- 2000: Cleopatra 2525 jako Hel (Helen) Carter
- 2001: Agentka o stu twarzach (Alias) jako Anna Espinosa
- 2003: Firefly jako Zoë Washburne
- 2003: Matrix Reaktywacja (Matrix Reloaded) jako Cas
- 2003: Matrix Rewolucje (Matrix Revolutions) jako Cas
- 2003: Law and Mr. Lee jako Vicki Lee
- 2004: Hair Show jako Marcella
- 2004: Gramercy Park jako pani Hammond
- 2005: Soccer Moms
- 2005: Serenity jako Zoë Warren
- 2005: Fair Game jako Stacey
- 2006: Jam jako Lilac
- 2006: Pięć palców (Five Fingers) jako Aicha
- 2007: Chyba kocham swoją żonę (I Think I Love My Wife) jako Brenda Cooper
- 2007: South of Pico jako Carla Silva
- 2008: Don't Let Me Drown jako Diana
- 2009: Applause for Miss E jako Maggie
- 2009: Plotkara (Gossip Girl) jako pani Abrams
- 2009: Pamiętniki wampirów (The Vampire Diaries) jako Bree
- 2011: W garniturach (Suits) jako Jessica Pearson (serial)
- 2012: Hotel Transylwania – Maronda the Witch (głos)
- 2013: Hannibal jako Phyllis „Bella” Crawford (serial)
- 2017: The Catch jako Justine Diaz
- 2017: Pearson jako Jessica Pearson
- 2021: 9-1-1: Teksas jako Tommy Vega
- 2022: Legenda Vox Machiny jako Yennen